# Franz Segbers

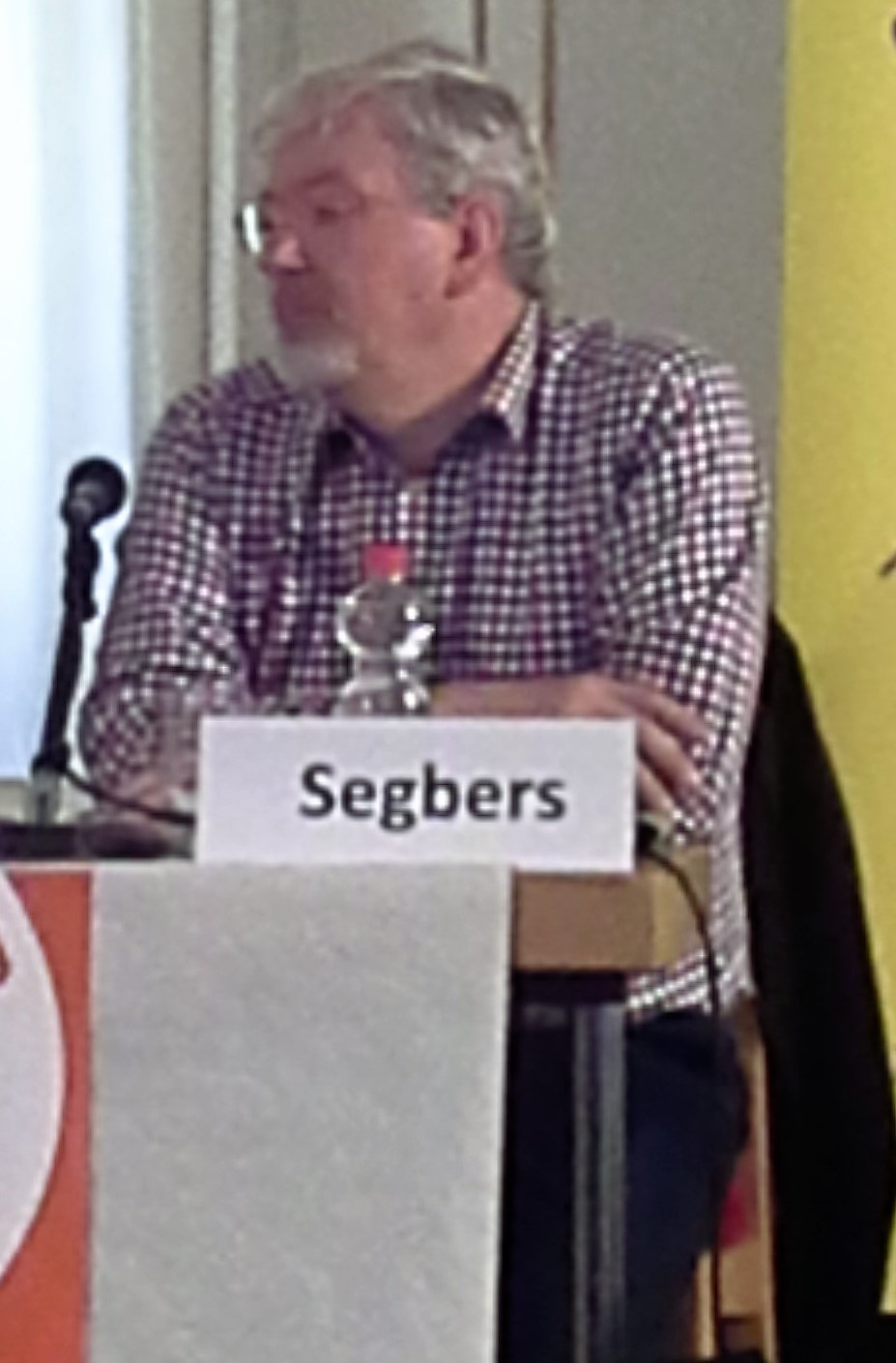
Franz Segbers auf einer Podiumsdiskussion am Deutschen Katholikentag 2016 in Leipzig

Franz Segbers (* 8. August 1949 in Gelsenkirchen) ist ein deutscher altkatholischer Theologe und Sozialwissenschaftler.

## Werdegang
Segbers studierte katholische Theologie, Erziehungswissenschaften und Sozialwissenschaften an der Universität Münster. Er war bis 1985 Betriebsseelsorger in Frankfurt-Höchst. In dieser Zeit organisierte er die ersten Austauschprogramme zwischen deutschen und brasilianischen Arbeitnehmern und Betriebsräten von multinationalen Konzernen, die anfangs von den Gewerkschaften zum Teil heftig kritisiert wurden. 1985 promovierte er dort zum Tarifvertragsrecht und einer sozialethischen Bewertung von Streik und Aussperrung zum Dr. theol.
Aus Protest gegen die Repression gegen die Theologie der Befreiung durch den Vatikan trat Franz Segbers 1986 aus der römisch-katholischen Kirche aus und der alt-katholischen Kirche bei. Nach einer kurzen Zeit als Gemeindepfarrer in Heidelberg wurde er 1988 Dozent für Theologie und Sozialethik an der Evangelischen Sozialakademie Friedewald. 1999 habilitierte er sich am evangelisch-theologischen Fachbereich der Philipps-Universität Marburg zum Thema Die Hausordnung der Tora. Biblische Impulse für eine theologische Wirtschaftsethik. Im Jahre 2004 wurde er dort zum außerplanmäßigen Professor für Sozialethik berufen. Darüber hinaus ist er seit 2002 Referent für Ethik und Sozialpolitik im Diakonischen Werk in Hessen und Nassau.
Segbers ist Mitorganisator der Proteste und Massendemonstrationen gegen die Kürzungspolitik des hessischen Ministerpräsidenten Roland Koch im Jahr 2003. Er ist Mitverfasser und Erstunterzeichner des Aufrufs von Wissenschaftlern gegen den „Kahlschlag im Sozialetat“: Hessen muss sozial bleiben. Segbers ist Mitverfasser der Hessischen Sozialcharta, die aus Protest gegen die Sozialkürzungen verfasst und mit knapp 4000 Unterschriften der Hessischen Landesregierung überreicht wurde. Er ist Mitbegründer der Hessischen Sozialforen. In den Jahren 2005/2006 war er Vorsitzender der Liga der Freien Wohlfahrtsverbände in Rheinland-Pfalz. Mit dem DGB-Landesvorsitzenden Stefan Körzell und dem Frankfurter AStA-Vorstandsmitglied Mike Josef war er einer der Klageführer beim Hessischen Staatsgerichtshof zur Abschaffung der Studiengebühren. Seit 2010 ist er Sprecher der Landesarmutskonferenz in Rheinland-Pfalz. Segbers engagiert sich gegen die neoliberale Umformung des Sozialstaates und gehört zu den Mitbegründern des Sanktionsmoratoriums.
Segbers engagiert sich im Kampf gegen die neoliberale Globalisierung und arbeitet mit marxistischen Kategorien an einer theologischen Kritik des Kapitalismus als Religion. In diesem Sinne war er am Reformationstag 2008 neben Ulrich Duchrow, Frank Crüsemann, Heino Falcke, Christian Felber, Kuno Füssel, Detlef Hensche, Ton Veerkamp, Karl Georg Zinn u. a. Erstunterzeichner des Aufrufs Frieden mit dem Kapital? Ein Aufruf wider die Anpassung der Evangelischen Kirche an die Macht der Wirtschaft. Der Aufruf protestiert gegen eine als neoliberale verstandene Wendung der EKD, die in der Denkschrift Unternehmerisches Handeln in evangelischer Perspektive (2008) offenkundig wurde.
Im Jahre 2008 hatte er eine Gastprofessur am Aglipay Theological Seminary in Urdaneta (Pangasinan) und am St. Paul’s Theological Seminary in Guimaras (Philippinen) inne. Segbers war Koordinator einer Arbeitsgruppe der altkatholischen Kirchen, der Iglesia Filipina Independiente und der Episcopal Church USA zur Frage des Zusammenhangs von Katholizität und Globalisierung. Im Jahr 2013 hielt er auf der 10. Vollversammlung des Ökumenischen Rates der Kirchen in Busan / Südkorea einen Vortrag zum Thema „Katholizität und Globalisierung“.
Seine Forschungsschwerpunkte stellen u. a. die Themen „Zukunft der Arbeit“ und „Globalisierung“ vor dem Hintergrund der christlichen Sozialethik dar.
Segbers geht davon aus, dass es Vollbeschäftigung im herkömmlichen Sinne nicht mehr geben wird. Er plädiert für eine gerechte Verteilung der Erwerbsarbeit und eine Aufwertung anderer gesellschaftlicher Arbeiten. Die materielle Grundlage dafür solle das bedingungslose Grundeinkommen bilden. Er ist daher ehrenamtlich im wissenschaftlichen Beirat des Netzwerks Grundeinkommen aktiv, der deutschen Organisation im Basic Income Earth Network (BIEN).
Franz Segbers war von der Partei Die Linke im Hessischen Landtag nominiert Mitglied der 15. Bundesversammlung am 18. März 2012 zur Wahl des Bundespräsidenten und wurde 2015 in den Sprecherkreis der LAG Linke Christinnen und Christen in Hessen gewählt. 2020 wurde er als Kandidat für den Wahlkreis Singen für die Landtagswahlen Baden-Württemberg 2021 aufgestellt.

## Schriften
- Christian Gremmels, Franz Segbers (Hrsg.): 
  - Arbeitslosigkeit – Herausforderung der Kirchen. Dokumente – Analysen, Mainz-München 1979
  - Am Ort der Arbeit. Berichte und Interpretationen, Mainz-München 1981
- Streik und Aussperrung sind nicht gleichzusetzen. Eine sozialethische Bewertung, mit einem Vorwort von Wilhelm Dreier, Köln 1986 (Diss. Würzburg) – auch erschienen in der Schriftenreihe der Otto-Brenner-Stiftung Nr. 37
- Jakob Moneta, Willibald Jacob, Franz Segbers (Hrsg.): Die Religion des Kapitalismus. Die gesellschaftlichen Auswirkungen des totalen Marktes, Franz Hinkelammert zum 60. Geburtstag, Luzern 1996
- Uwe Becker, Franz Segbers, Michael Wiedemeyer (Hrsg.): Logik der Ökonomie – Krise der Arbeit. Impulse für eine solidarische Gestaltung der Arbeitswelt, Mainz 2001
- Die Hausordnung der Tora. Biblische Impulse für eine theologische Wirtschaftsethik, WBG Darmstadt 3. Aufl. 2002 (online; PDF; 2,5 MB)
- Walter Hanesch, Karl Koch, Franz Segbers (Hrsg.): Öffentliche Armut im Wohlstand. Soziale Dienste unter Sparzwang, Hamburg 2004
- Jürgen Klute, Franz Segbers, Gute Arbeit verlangt ihren gerechten Lohn. Tarifverträge für die Kirchen, Hamburg 2006
- Ulrich Duchrow, Franz Segbers (Hrsg.): Frieden mit dem Kapital? Wider die Anpassung der Evangelischen Kirche an die Macht der Wirtschaft, Oberursel 2008
- Wolfgang Gern, Franz Segbers (Hrsg.): Als Kunde bezeichnet, als Bettler behandelt. Erfahrungen aus der Hartz IV Welt, Hamburg 2009, 12–34
- Franz Segbers, Peter-Ben Smit (Hrsg.): Katholisch in Zeiten der Globalisierung. Erinnerungen an den Märtyrerbischof Alberto Ramento, den Bischof der Arbeiter und Bauern, Luzern 2010 (niederländisch 2011; französisch 2013)
- Franz Segbers, Simon Wiesgickl (Hrsg.): "Diese Wirtschaft tötet" (Papst Franziskus) Kirchen gemeinsam gegen Kapitalismus, Hamburg 2015
- Franz Segbers, Ökonomie, die dem Leben dient. Die Menschenrechte als Grundlage einer christlichen Wirtschaftsethik, Neukirchen-Vluyn, Kevelaer 2015
- Franz Segbers, Wie Armut in Deutschland Menschenrechte verletzt, Oberursel 2016
- zus. mit Michael Ramminger (Hrsg.): "Alle Verhältnisse umzuwerfen ... und die Mächtigen vom Thron zu stürzen" Das gemeinsame Erbe von Christen und Marx, Hamburg / Münster 2018